# Silviano Carrillo Cárdenas
Silviano Carrillo Cárdenas (Pátzcuaro, 4 maggio 1861 – Culiacán, 10 settembre 1921) è stato un vescovo cattolico messicano.

## Biografia
Nonostante le difficoltà economiche della famiglia, nel 1871 entrò nel seminario di Zamora de Hidalgo e dal 1872 proseguì la sua formazione ecclesiastica in quello di Guadalajara. Fu ordinato prete nel 1884.
Svolse il suo ministero sacerdotale nella chiesa della Soledad, poi nella parrocchia di Cocula e nel 1885 fu nominato parroco di Zapotlán el Grande. Per il suo attaccamento alla Sede apostolica, dovette affrontare varie difficoltà e subire il carcere.
Nel 1904, a Ciudad Guzmán, fondò la congregazione delle Serve di Gesù Sacramentato, destinata all'educazione della gioventù in spirito si riparazione alle offese a Gesù nel Santissimo Sacramento.
Fu nominato arcidiacono del capitolo della cattedrale a Guadalajara nel 1916 e nel 1921 fu consacrato vescovo di Sinaloa: morì pochi mesi dopo.
Nel 1955 ebbe luogo la ricognizione canonica dei resti mortali del prelato e l'anno seguente, in vista della sua beatificazione, furono iniziati a Guadalajara i processi ordinari su fama di santità, scritti e non culto: il decreto sui suoi scritti fu emesso il 10 aprile 1981.

## Genealogia episcopale
La genealogia episcopale è:
- Cardinale Scipione Rebiba
- Cardinale Giulio Antonio Santori
- Cardinale Girolamo Bernerio, O.P.
- Arcivescovo Galeazzo Sanvitale
- Cardinale Ludovico Ludovisi
- Cardinale Luigi Caetani
- Cardinale Ulderico Carpegna
- Cardinale Paluzzo Paluzzi Altieri Degli Albertoni
- Papa Benedetto XIII
- Papa Benedetto XIV
- Cardinale Enrico Enriquez
- Arcivescovo Manuel Quintano Bonifaz
- Cardinale Buenaventura Córdoba Espinosa de la Cerda
- Cardinale Giuseppe Maria Doria Pamphilj
- Papa Pio VIII
- Papa Pio IX
- Arcivescovo José María Ignacio Montes de Oca y Obregón
- Arcivescovo Próspero María Alarcón y Sánchez de la Barquera
- Arcivescovo Francisco Orozco y Jiménez
- Vescovo Silviano Carrillo Cárdenas